# Usnea misaminensis
Usnea misaminensis är en lavart som först beskrevs av Vain., och fick sitt nu gällande namn av Motyka. Usnea misaminensis ingår i släktet Usnea och familjen Parmeliaceae.   Inga underarter finns listade i Catalogue of Life.